# غالیان
غالیان یا غُلات (نیز غُلاة) جمع غالی به معنای کسانی است که از حد تجاوز کرده باشند. معنای لغوی این واژه شامل همه کسانی است که دربارهٔ شخص یا چیزی به هر نوعی غلو کنند و اختصاص به گروه و فرقه خاصی ندارد. غلو به معنای افراط و ارتفاع و بالارفتن و تجاوز از حد و حدود هر چیز می‌باشد. غلات در ابتدا به فرقه‌هایی از شیعه گفته می‌شده‌است؛ اما امروزه به فرقه‌هایی گفته می‌شود که در مذهب خود غلو داشته باشند. در قرآن غلو نهی شده‌است: «ای پیروان تورات و انجیل در دین خود غلو مکنید و از حد مگذرید و دربارهٔ خدا جز گفتار راست و حق مگویید»
بنظر می‌آید که غُلات علاوه بر ادیان پیشین، در اسلام نیز به شکل گسترده‌ای پدید آمده‌است. غلات را می‌توان به دو دسته غلو کنندگان در ذات و غلات در صفات تقسیم‌بندی کرد. معمولاً غلات را با ذکر کلمه «منتسب» بکار می‌بردند چنان‌که می‌توان به «غلات منتسب به اهل سنت» و «غلات منتسب به شیعه» اشاره کرد. در واقع غلات منتسب شیعه یا سنی، کسانی هستند که با نام شیعه یا سنی، قائل به الوهیت یا نبوت یا صفات فوق بشری برای بزرگان خود شده‌اند.

## در ادیان پیش از اسلام
غلو مختص مسلمانان نیست بلکه در ادیان دیگر نیز وجود دارد. بلکه شامل تمام عقاید وادیانی می‌شود که از حد خارج شده‌است. همانگونه که یهودیان نسبت الوهیت به عزیر دادند «و یهودیان گفتند عزیر فرزند خداست». و مسیحیان گفتند که مسیح خدا و پسر خداست. صابئین که ملائکه را به حد پرستش رساندند. همانگونه که برخی از مشرکین عرب ملائکه را دختران خدا می‌دانستند.
در مصر قدیم مردم حیوانات مختلف مانند: گرگ و گربه و… را می‌پرستیدند و فرعون را خدای خورشید و پسر خدا و خدا می‌گفتند.
در هند باستان مظاهر طبیعت مانند: خورشید و کوه و ماه و… رامی پرستیدند و عناصر مفید را خدا می‌دانستند
چینیان باستان ابتدا روح پرست بودند و ارواح اجداد خود پرستش می‌کردند و ژاپنی‌ها امپراطوران خود را (میکادو) از جنس بشر نمی‌دانستند.
یونانیان نیز مظاهر طبیعت را منشأ قدرت می‌دانستند و رب النوع‌های ساخته و می‌پرستیدند.
اعراب علاوه بر بت‌پرستی موجوداتی مانند آفتاب و ماه و… را نیز پرستش می‌کردند
در قرآن در سوره‌های مانند :توبه آیه ۳۰ (و قالت الیهود عزیر ابن الله) و سوره مائده آیات ۱۷ و ۷۲ دربارهٔ عیسی که او را خدا می‌دانند (لقد کفر الذین قالوا ان الله هو المسیح ابن مریم) و… نیز اشاره به این مطالب دارد.

## در اهل سنت
از غالیان در ذات در اهل سنت می‌توان از «غلات عباسیه» یا «راوندیه» نام برد. از منابع چنین بر می‌آید که رئیس آنان عبدالله راوندی بود که ابتدا قائل به الوهیت منصور، خلیفه عباسی و نبوت ابومسلم شد. زمانی که منصور ابومسلم را در سال ۱۴۱ ه‍.ق کشت، شوریدند و منصور دوانیقی به اتهام زندقه، آنان را در آتش سوزانید.
از این فرقه ابومسلمیه که قائل به امامت ابومسلم بود و رزّامیه که قائل به حلول خداوند در ابومسلم بودند و ابوهریریه و هاشمیه منشعب شدند.
برخی از فرقه شناسان المقنّع را از شعب رزامیه دانسته‌اند او ادعای می‌کرد علم غیب دارد و قادر است مردگان را زنده کند. المقنع در زمان مهدی عباسی بر او شورید و زمانی که در عرصه را بر خود تنگ دید، خود را در آتش افکند.
همین‌طور خرمّیه یا خرمدینان، از پیروان بابک خرمدین را از طرفداران ابومسلم دانسته‌اند.
اهل سنت تمامی این فرق را کافر دانسته و از خود رانده‌اند.
اما غالیان در صفات بسیارند، که از طرق حدیث یا غیر آن به زیاده‌روی دربارهٔ شخصیتهای اهل سنت پرداخته‌اند.
بعنوان مثال عبیدی مالکی در عمدت التحقیق می‌نویسد:

الم در اول سوره بقره؛ «الف»، ابوبکر «لام»، الله و «میم»، محمد است.

از ابن مسعود دربارهٔ علم عمر چنین نقل می‌کنند که: علم عمر بر علم عرب فزونی دارد. برخی نیز به جای عرب گفته‌اند بر علم اهل زمین فزونی دارد؛ یا کرامات بسیاری را برای عمر نقل می‌کنند که برای پیامبر نقل نمی‌کنند و حتی برخی برای معاویه، کراماتی نقل می‌کنند که برای دیگران نیست، از آنجمله از ابوهریره از قول پیامبر نقل می‌کنند که «امین‌ها نزد خداوند سه نفرند:من، جبرئیل و معاویه» یا «من شهر علمم و علی درب آن شهر و معاویه حلقه آن درب»
اگرچه می‌توان برخی از این روایات را جعلی دانست تا غلو، چنانچه از متن برخی از آنان برمی‌آید که برآمده از وضعیت سیاسی یا اجتماعی زمان خود بوده‌اند. اما برخی از علمای شیعه به آنان استناد می‌کنند، از جمله علامه امینی که بسیاری از آنان را در جلد یازدهم الغدیر جمع‌آوری نموده‌است که در بعضی از آنان، راویان اهل سنت، نسبتهایی از جمله زنده نمودن مردگان، تکلم به خداوند و «مستجاب‌الدعوه» بودن و صفات غالیانه‌ای را به برخی از اصحاب و حتی دربارهٔ روسای مذاهب چهارگانه نقل می‌کنند.

## در شیعه
برخی معتقدند تفکر مافوق بشر بودن محمد بن عبدالله بلافاصله پس از درگذشت وی آغاز شد اما به‌نظر می‌آید که غلات در زمان علی بن ابی‌طالب به‌طور آشکار پدید آمدند، آن‌ها صفات فوق بشری و در حد خداوند برای علی ذکر می‌کردند و برخی نیز وی را خدا می‌دانستند.
اخباری در دست است که در زمان خلافت علی، افرادی او را خدای خود خواندند و چون حاضر به توبه نشدند، علی دستور داد آن‌ها را در آتش بسوزانند. ابن ابی‌الحدید در شرح نهج‌البلاغه می‌نویسد:

اصحاب (معتزلی) ما در کتابهای مقالات خود نقل کرده‌اند که چون علی آنان را در آتش افکند بانگ برداشتند و خطاب به او گفتند: اکنون برای ما کاملاً روشن شد که تو خود، خدایی زیرا پسر عمویت که او را به رسالت فرستاده‌ای گفت: «با آتش جز خدای آتش، عذاب نمی‌کند.»
اگر چه برخی از صاحبنظران در این روایات تردید دارند، چراکه حکم سوزاندن برای چنین افرادی در احکام شرعی وارد نشده‌است. اما علی بن ابیطالب در زمان خود، آنان را منع می‌کرده و در این باره از او نقل شده‌است: «دو گروه دربارهٔ من به راه خطا می‌روند و هلاک می‌شوند، دوستداری که در دوستی غلو کند و دشمنی که در بغض و کینه با من افراط کند.»
بسیاری از تواریخ همچون طبری و یعقوبی و همچنین برخی روایات پیدایش غالیان را منسوب به عبدالله بن سبا می‌دانند و در فرق شیعه از «سبائیه» نام برده‌اند حتی برخی از مخالفان متعصب، شیعه را نیز ساخته و پرداخته وی می‌دانند. در برخی روایات، وی بدستور علی سوزانده شد و برخی دیگر اخباری نقل می‌کنند که وی به شفاعت عده‌ای از جمله عبدالله بن عباس، توبه کرد و عفو شد، بشرط آنکه در کوفه نماند. به مدائن رفت و هنگامی که خبر کشته شدن علی به او رسید گفت: «به خدا سوگند اگر پاره‌های مغز او را در هفتاد کیسه کوچک برای ما بیاورند باز هم علم خواهیم داشت که او نمرده‌است و نخواهند مرد تا آنکه عرب را با چوبدستی خویش به سوی حقیقت براند.» و پس از آن به رواج عقاید خود ادامه داد.
بنظر می‌آید، بیشتر روایات مربوط به عبدالله بن سبا در تواریخ است و پنج روایتی که در کتب شیعه، بیشتر در بحارالانوار و وسائل الشیعه، نقل شده و نامی از وی و عقاید وی برده، منشأ همه آن‌ها در کتب شیعی از رجال کشی باشد. درحالیکه در کتب اربعه شیعه، این احادیث نقل نشده‌است.
همچنین است نظر عده‌ای از مستشرقین و محققین معاصر سنی و از علمای شیعه از آنجمله سید مرتضی عسکری، که «عبدالله بن سبا» را شخصیتی ساختگی و فرضی می‌دانند. طه حسین می‌نویسد:

ابن سباء موجودی است که دشمنان شیعه او را ساختند و به شیعه نسبت دادند تا در اصل این مذهب، عنصری یهودی را وارد کنند، زیرا شیعه ادعای حکومت داشت. این شخص را در مذهب خوارج وارد نکردند چون ایشان ادعای خلافت نداشتند.
اگرچه در تواریخ ازجمله تاریخ طبری و کتب مختلف ملل و نحل، عقاید بسیاری را به عبدالله بن سبا نسبت داده‌اند که برخی از آن‌ها غالیانه‌است و در عین حال برخی دیگر از عقایدی که به او نسبت می‌دهند، مانند: رجعت، وصایت و امامت علی بن ابیطالب پس از پیامبر و مهدویت از اعتقادات بنیادین شیعه‌است.
اما این شخص واقعی باشد یا نباشد، آنچه مسلم است عده‌ای در زمان علی، با دیدن علم و شجاعت و قدرت علی، وی را از حد خود بالاتر برده‌اند و صفات و کراماتی غیرمعمول به او نسبت می‌داده‌اند.
ابن ابی‌الحدید معتزلی از ریشه‌های این گزافه‌گویی‌ها را قدرت فوق‌العاده علی ازجمله در جنگ خیبر و خندق، یا برخی اخباری بود که علی از آینده می‌داد، همچون خبر شکست خوارج و کشته شدن همه جز حدود ۱۰ نفر.

برخی از آن فرق به شبهه‌های ضعیفی استناد می‌کردند، از قبیل گفتار عمر دربارهٔ اینکه علی چشم کسی را که در منطقه حرم، کژی در دین پدیدآورده بود برکند. عمر گفت: «چه بگویم در مورد دست خداوند که در حرم خدا چشمی را برکنده است.» و به این گفتار علی که گفته‌است: «به خدا سوگند من در خیبر را با نیروی بدنی خود از جای نکندم بلکه آن را به نیروی خداوندی از جای برکند.» و به این گفتار رسول خدا صلی الله علیه و آله که در روز فتح مکه گفته‌است: «خدایی جز خدای یگانه نیست، وعده خویش را صادقانه برآورد و بنده خویش را یاری داد. خود به تنهایی احزاب را شکست داد»
و حال آنکه کسی که احزاب را شکست داد علی بن ابیطالب بود که عمرو بن عبدود پهلوان و سوار کار ایشان را که از خندق گذشته بود کشت و آنان سحرگاه شب بعد گریختند و بدون اینکه جنگی بکنند روی به هزیمت نهادند جز اینکه سوارکارشان کشته شد.

### عقاید و مظاهر
شیخ مفید در تصحیح الاعتقاد در تعریف غلاة گوید: «غلاة که از متظاهرین به اسلام کسانی هستند که علی و ائمه دین، فرزندان او، را به خدایی و پیغمبری توصیف کرده‌اند، و آنان را از جهت فضل در دین و دنیا به پایه‌ای ستوده‌اند که از حد گذشته‌است و طریق افراط پیموده‌اند. این گروه در شمار گمراهان و کافرانند، و علی فرمان کشتن آنان را صادر فرمود و ائمه اطهار نیز در حق آنان به کفر و خروج از اسلام حکم کردند و مفوضه عده‌ای از غلات‌اند، و تفاوت آن‌ها با غلات در این است که ائمه را حادث و مخلوق دانسته و گفته‌اند خداوند آنان را آفریده و امر خلق را به آن‌ها تفویض کرده‌است.»
علامه مجلسی مظاهر غلو را در اعتقادات زیر برشمرده‌است:
- اعتقاد به الوهیت (خداوندی) پیامبر و امامان.
- پیامبر و امامان شیعه را در معبودیت یا خالقیت و رازقیت شریک خدا بدانند.
- حلول خداوند در آن‌ها یا اتحاد خداوند با آنان.
- اعتقاد به اینکه پیامبر و ائمه، بدون وحی و الهام الهی، از غیب آگاهند.
- اعتقاد به نبوت دربارهٔ ائمه.
- به تناسخ معتقدند.[۱۱]
- معتقدند که با معرفت امامان، دیگر اطاعت خداوند و ترک معصیت الهی لازم نیست.[۱۲][۱۳][۱۴]

### احادیث امامان شیعه امامی
احادیث بسیاری به امامان شیعهٔ امامی در نفی غلو و برخورد با غالیان منسوب شده، از آن جمله:
- جعفر صادق: ما از کسانی که گمان کردند ما پروردگاریم، بیزاریم. ما از کسانی که گمان کردند ما پیامبریم، بیزاریم.[۱۵]
- علی بن ابی‌طالب: از غلو دربارهٔ ما برحذر باشید.[گفتاورد نیازمند منبع]
- جعفر صادق: به هوش باشید که غُلات، جوانان شما را فاسد نکنند زیرا غُلات بدترین خَلق خدا هستند. عظمت خدا را پایین می‌آورند و برای بندگان خدا ادعای ربوبیّت می‌کنند. به خدا قسم که غُلات از یهود و نصارا و مجوس و مشرکان بدترند. غالی و افراط کننده به سوی ما برمی‌گردد، ولی ما او را نمی‌پذیریم و تفریط کننده به ما می‌پیوندد و ما او را می‌پذیریم. عرض شد: علّت چیست، یابن رسول اللّه‏؟ گفت: چون فرد غلو کننده به ترک نماز و زکات و روزه و حجّ عادت کرده و هرگز قادر نیست از عادت خود دست بردارد و به طاعت خداوند عز و جل روی آورد، امّا تفریط کننده وقتی حقیقت را بشناسد، به عبادات عمل می‌کند و از خدا فرمان می‌برد.[۱۶]

### در فقه
در فقه شیعه این افراد نجس و گبراند.
در کتاب تحریرالوسیله آمده‌است:
(به عربی: أما الغالي فإن كان غلوّه مستلزما لإنكار الألوهية أو التوحيد أو النبوة فهو كافر و إلا فلا)
یعنی اگر غالی (غلوکار) غلوش جوری باشد که خدا یا توحید (یگانگی خدا و باورهای همراهش) یا پیامبری را انکار کند، گبر و کافر [و نجس] است. اگرنه نیست.

### فرقه‌ها
غالیان چند فرقه دارند، از جمله:
- غرابیه
- خطابیه